# Tony Montana (песня)
«Tony Montana» — песня американского рэпера Фьючера, выпущенная 16 апреля 2011 года в качестве лид-сингла его дебютного студийного альбома Pluto (2012). Песня написана Фьючером и боссом лейбла A1 Recordings Роко, спродюсирована Will-A-Fool, в ней Фьючер сравнивает себя с одноимённым персонажем (Тони Монтана в исполнении Аль Пачино) из фильма 1983 года «Лицо со шрамом». Официальный ремикс на песню с участием канадского рэпера Дрейка был выпущен 6 июля 2011 года.
Песня «Tony Montana» считается пионером микрожанра, известного как мамбл-рэп.

## Отзывы
Реакция критиков на песню была в целом неоднозначной; некоторые хвалили запоминаемость и продюсирование песни, в то время как другие критиковали её повторение. В статье New York Times от сентября 2011 года Фьючер описывается как «восходящий титан, фигурирующий в двух самых громких песнях года: его сингл „Tony Montana“, в котором он читает рэп с самым слабым в мире фальшивым кубинским акцентом», и далее добавляется: «[песня и его предыдущий сингл „Racks“] следуют прямой схеме, знакомой поклонникам хип-хопа Атланты: чрезвычайно запоминающийся и часто повторяющийся хук, дьявольское отношение, рваное и бредовое производство» и заключает: «Фьючер был весь в уверенности и присутствии… [он] способный, если не захватывающий рэпер, но он гибкий».

## Музыкальное видео
Музыкальное видео было снято доминиканским режиссёром Джесси Терреро и выпущено 27 октября 2011 года. В нём Фьючер по заданию картеля выслеживает преступника, ограбившего партию наркотиков, и для выполнения задания отправляется из родного города Атланты (США) в Санто-Доминго (столицу Доминиканской Республики). Он общается с местными жителями, ездит на велосипеде по «грязным улицам» и «общается с латиноамериканскими красотками».
Дрейк в клипе не появляется. В интервью MTV Фьючер выразил разочарование решением Дрейка пропустить съёмки клипа, что заставило его пересмотреть своё решение сотрудничать с Дрейком в создании ремикса.

## Чарты

### Еженедельные чарты
| Чарт (2011)                            | Высшая позиция |
| -------------------------------------- | -------------- |
| США (Billboard Bubbling Under Hot 100) | 4              |
| США (Billboard Hot R&B/Hip-Hop Songs)  | 22             |
| США (Billboard Hot Rap Songs)          | 18             |

## Сертификации
| Регион                                                                      | Сертификация | Продажи |
| --------------------------------------------------------------------------- | ------------ | ------- |
| США (RIAA)                                                                  | Золотой      | 500 000 |
| Данные о продажах + прослушиваниях приведены только на основе сертификации. |              |         |